# Alfred Washington Adson
Alfred Washington Adson (ur. 1887, zm. 1951) – amerykański neurochirurg.

## Życiorys
Studiował na Uniwersytecie Nebraski w Lincoln, studia ukończył w 1912 roku. Pracował w Mayo Clinic w Rochester (Minnesota). Jako pierwszy zastosował sympatektomię w leczeniu nadciśnienia tętniczego, i szyjną sympatektomię w leczeniu zespołu Raynaud. Na jego cześć nazwano objaw Adsona.